# 이치노모토정
이치노모토정(櫟本町)은 나라현 북서부 소에카미군에 속해있던 정이다. 현재는 덴리시의 북부에 해당한다. 

## 역사
- 1889년 4월 1일 - 정촌제 시행에 의해 소에카미군 이치노모토촌이 성립하였다.
- 1894년 9월 7일 - 정으로 승격해 이치노모토정이 되었다.
- 1954년 4월 1일 - 단바이치정,아사와촌,후쿠스미촌,니카이도촌,야나기모토정과 합병해 덴리시가 성립하였다.

## 교통

### 철도
- 일본국유철도
  - 사쿠라이선